# Грубер, Хайнц Карл
Хайнц Карл Грубер, обычно ХК Грубер (нем. Heinz Karl Gruber, HK Gruber; род. 3 января 1943, Вена) — австрийский композитор, контрабасист, певец, лидер Третьей венской школы.

## Биография
Дальний родственник органиста, композитора и педагога Франца Ксавера Грубера (1787—1863), создателя знаменитого рождественского хорала Stille Nacht (Ночь тиха). 
В 1953—1957 годах пел в Венском хоре мальчиков; окончил Венскую Высшую школу музыки, где среди его преподавателей были Альфред Уль, Эрвин Рац, Ханс Елинек, Готфрид фон Эйнем. С 1961 года играл в различных оркестрах. 
В 1968 году вместе с друзьями создал ансамбль MOB-art & tone-ART. 
C 1969 по 1998 год — контрабас Симфонического оркестра Венского радио.

## Творчество
Сочинял музыку со студенческих лет. От стилистики Второй венской школы пришёл к неоромантической тональной манере, соединяющий традиции венской классики, нововенцев и популярной музыки. Известность композитору принес вокальный цикл Франкештейн!! Пандемониум для певца и оркестра на абсурдистские стихи его друга, поэта Ханса Карла Артмана (1978), в котором Грубер выступил и в качестве певца. Как дирижёр, контрабасист и певец исполнял также музыку Курта Вайля, Ханса Эйслера, Питера Максвелла Дэвиса, записал несколько дисков.
Известны его виолончельный концерт в исполнении Йо-Йо-Ма и концерт для трубы Aerial в исполнении Хокана Харденбергера.

## Избранные произведения

### Сочинения для сцены
- Die Vertreibung aus dem Paradies, мелодрама для актеров и инструменталистов (1966)
- Gomorra, опера (1970—1996)
- Gloria von Jaxtberg, музыкальная драма в двух действиях для пяти вокалистов, 9 джазовых музыкантов и арфы (1992—1994)
- Der Herr Nordwind, опера для детей в двух действиях, либретто Х. К. Артмана (2003—2005)

### Оркестровые сочинения
- Concerto for Orchestra, op.3 (1960)
- Manhattan Broadcasts для эстрадного оркестра (1962—1964)
- fürbass, концерт для контрабаса и оркестра (1965)
- Revue для камерного оркестра, op.22 (1968)
- Phantom-Bilder auf dem Spur eines verdächtigen Themas для малого состава (1977)
- Violin Concerto No.1 ‘… aus schatten Duft gewebt …’ (1978)
- Demilitarized Zones, марш-парафраз для духового оркестра (1979)
- Rough Music, концерт для ударных и оркестра (1983)
- Charivari, австрийский журнал для оркестра (1983)
- Violin Concerto No.2 Nebelsteinmusik для скрипки и струнных (1988)
- Cello Concerto (1989)
- Aerial, концерт для трубы и оркестра (1989)
- Zeitfluren, концерт для камерного оркестра (2001)
- Dancing in the Dark для оркестра (2002)
- Hidden Agenda для оркестра (2006)
- Busking для трубы, аккордеона, банджо и струнного оркестра (2007)

### Вокальные и хоровые сочинения
- Месса для хора и ансамбля (1960)
- Три песни для баритона и ансамбля на стихи Р.Тагора (1961)
- Frankenstein!!, пандемониум для певца и оркестра или камерного оркестра на стихи Х. К. Артмана (1976—1977)
- Zeitstimmung для певца и оркестра (1996)

### Камерная музыка
- Сюита для двух фортепиано, духовых и ударных (1960)
- 3 Mob Stücke для 7 взаимозаменяемых инструментов и перкуссии (1968)
- Bossa Nova, op.21 (1968)
- Die wirkliche Wut über der verlorenen Groschen для пяти исполнителей (1972)
- Anagramm для шести виолончелей (1987)

### Инструментальные сочинения
- 4 пьесы для скрипки соло, op.11
- 6 Episoden (aus einem unterbrochenen Chronik) для фортепиано, op.20 (1966—1967)
- Bossa Nova для скрипки и фортепиано, op.21e
- Luftschlösser для фортепиано (1981)

## Признание
Удостоен нескольких премий, в том числе — Большой государственной премии Австрии (2003), Серебряного Знака почета за заслуги перед Веной (2004).